# راویل ایسیانوف
راویل ایسیانوف (روسی: Равиль Ахмедуллович Исьянов؛ (زادهٔ ۲۰ اوت ۱۹۶۲ – درگذشتهٔ ۳۰ سپتامبر ۲۰۲۱) یک بازیگر اهل روسیه بود.
از فیلم‌ها یا برنامه‌های تلویزیونی که وی در آن نقش داشت می‌توان به گولدن‌آی، شغال، عنکبوتیان، کی-۱۹: ویدومیکر، دعوت به جنگ و آخرین کشتی اشاره کرد.